# Farzad Abdollahi
Farzad Abdollahi (anhörenⓘ persisch فرزاد عبداللهی‎; * 27. Oktober 1990 in Meyaneh) ist ein iranischer Taekwondoin. Er startet in der Gewichtsklasse bis 80 Kilogramm.
Seinen ersten internationalen Erfolg errang Abdollahi bei der Juniorenasienmeisterschaft 2007 in Amman. In der Klasse bis 68 Kilogramm gewann er Silber. Im folgenden Jahr wurde er in Henan mit einem Finalsieg gegen Zhu Guo erstmals Asienmeister im Erwachsenenbereich. Bei seiner ersten Weltmeisterschaft 2009 in Kopenhagen zog Abdollahi ins Viertelfinale ein, unterlag dann aber gegen Steven Lopez. Erfolgreich verlief auch das Jahr 2010. Abdollahi wiederholte bei der Asienmeisterschaft in Astana in der Klasse bis 74 Kilogramm den Titelgewinn und erkämpfte sich auch bei den Asienspielen in Guangzhou in der Klasse bis 80 Kilogramm die Bronzemedaille. Seinen sportlich bislang größten Erfolg errang Abdollahi bei der Weltmeisterschaft 2011 in Gyeongju. In der Klasse bis 80 Kilogramm zog er ins Halbfinale ein, besiegte dort Ramin Azizov vorzeitig, ließ im Finale auch Yunus Sarı keine Chance und gewann seinen ersten Weltmeistertitel.